# Gätterifirst
Gätterifirst är en bergstopp i Schweiz.   Den ligger i distriktet Wahlkreis Werdenberg och kantonen Sankt Gallen, i den östra delen av landet, 150 km öster om huvudstaden Bern. Toppen på Gätterifirst är 2 099 meter över havet.
Terrängen runt Gätterifirst är bergig åt nordväst, men åt sydost är den kuperad. Närmaste större samhälle är Grabs, 6,4 km sydost om Gätterifirst. 
I omgivningarna runt Gätterifirst växer i huvudsak blandskog. Runt Gätterifirst är det tätbefolkat, med 257 invånare per kvadratkilometer.